# 北畠政成
北畠 政成（きたばたけ まさなり、生年不詳 - 天正4年12月4日（1576年12月23日））は戦国時代の武将、伊勢国司北畠家の一門。

## 来歴
父は北畠政勝、妹は北畠具房の室鶴女、妻は松永久秀の娘（もしくは縁者）。
永禄12年（1569年）織田信長が北畠領に侵攻した時は、伊勢北畠家累代の本拠地である多気御所の霧山城に城代として篭城し、抗戦した。
天正4年（1576年）、三瀬の変で北畠具教はじめ北畠一門が織田家に討たれた後、多気御所に攻め込んできた織田軍に対し、霧山城に篭城したが、同年12月4日に敗れて自害した。